# Dendrobium crocatum
Dendrobium crocatum Hook.f., 1890 è una pianta della famiglia delle Orchidacee, originaria del Sudest asiatico.

## Descrizione
È una pianta epifita di dimensioni molto variabili, da piccole a grandi, con pseudobulbi pendenti che si restringono alla base, portanti molte foglie di colore verde brillante e di forma lanceolata. Fiorisce in autunno mediante un'infiorescenza ascellare che si presenta breve (meno di 2 centimetri di lunghezza), che porta non più di 2 o 3 fiori. Questi sono grandi normalmente da 3 a 5 centimetri e sono di colore arancione in petali e sepali e labello.

## Distribuzione e habitat
D. crocatum è originaria dell'Asia sud orientale e più precisamente della Malaysia peninsulare e della Thailandia, dove cresce epifita sugli alberi di foreste sempreverdi di pianura, a basse quote.

## Coltivazione
Questa specie è ben coltivata su un supporto di argilla espansa. Necessita di posizione arieggiata, di caldo-umido durante la stagione di fioritura, e di temperature meno calde durante la fase di riposo, quando è bene sospendere le fertilizzazioni. Gradisce una posizione molto luminosa, ma è meglio evitare l'esposizione ai raggi diretti del sole.